# AtomAge
La revista AtomAge (més endavant anomenada AtomAge International) era una revista fetitxista publicada a la Gran Bretanya pel dissenyador de roba John Sutcliffe durant els anys 70' com una eina de propaganda per al seu negoci de roba fetitxista. El primer catàleg de roba fetitxista d'AtomAge va ser publicat el 1965; el primer número de la revista, en format A5, va ser publicat el 1972, i va mantenir la seva aparició periòdica fins al 1980. La revista estava especialitzada en fetitxisme del cuir i fetitxisme del làtex, amb un gran èmfasi en peces de vestir com els catsuits, abrics llargs, impermeables i màscares de gas.
El 1981 la publicació es va dividir en dues: AtomAge Rubberist (similar a l'original AtomAge) i AtomAge Bondage (amb contingut més específic vers el bondage i l'SM). L'editor John Sutcliffe va prendre aquesta decisió perquè el públic rubberista va mostrar el seu enuig per la presència de material SM en la publicació. Totes dues publicacions van continuar editant-se fins al 1985.
Una de les màximes fites d'en John Sutcliffe va ser la de dignificar la percepció popular sobre el fetitxisme. És per això que se'l té com un dels sants patrons de la comunitat rubberista mundial.
El 2010 es va publicar Dressing For Pleasure, The Best Of AtomAge, un llibre recopilatori en tapa dura, on es veia un recull de l'imaginari de la revista, la història del seu editor i la influència que aquesta ha tingut en el desenvolupament de la subcultura associada.